# Metodievo, Șumen
Metodievo (în bulgară Методиево) este un sat în comuna Vărbița, regiunea Șumen,  Bulgaria. 

## Demografie
Componența etnică a satului Metodievo
     Bulgari (3,05%)
     Turci (90,33%)
     Romi (6,61%)
     Nicio identificare (0%)
La recensământul din 2011, populația satului Metodievo era de 393 locuitori. Din punct de vedere etnic, majoritatea locuitorilor (90,33%) erau turci, existând și minorități de romi (6,61%) și bulgari (3,05%). Pentru 0% din locuitori nu este cunoscută apartenența etnică.